# Règle de Cope

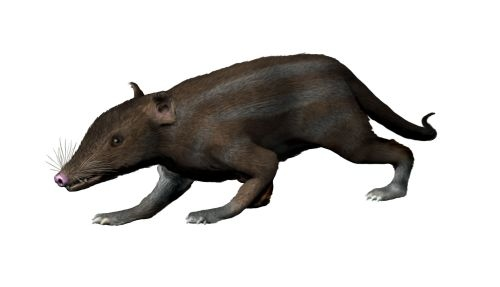
Reconstitution de Juramaia sinensis, le plus vieux ancêtre des mammifères placentaires ayant vécu il y a 160 millions d’années au Jurassique. Cet animal mesurant 13 cm et pesant 15 g, était probablement cantonné dans une niche écologique bien cachée pour échapper aux dinosaures prédateurs qui dominaient les écosystèmes.

L'extinction Crétacé-Tertiaire voit la disparition des grands animaux, notamment celle des dinosaures non aviens. Des groupes de mammifères se diversifient, remplissent les niches écologiques laissées vacantes et dans beaucoup de lignées, leur taille maximale s'accroît, atteignant un sommet pendant l'Oligocène (il y a environ 34 millions d'années) avec par exemple les baluchithères (les plus grands mammifères terrestres connus, mesurant 5 m et pesant près de 15-20 tonnes, ici Paraceratherium transouralicum),.

La règle de Cope, nommée d'après le paléontologue américain Edward Drinker Cope, postule que, dans une lignée évolutive, la taille a tendance à s'accroître avec le temps d'évolution (invertébrés marins, dinosaures, mammifères). Bien que cette règle ait été démontrée dans de nombreux cas, elle n'est pas toujours vérifiée pour tous les niveaux taxonomiques, ni pour tous les clades car les coûts et les bénéfices opèrent à différents niveaux. 

## Histoire
Bien que la paternité de la règle de Cope soit généralement attribuée à Edward Drinker Cope dans son ouvrage de 1886 The origin of the fittest, ce dernier n'a jamais affirmé qu'il existait une tendance à l'augmentation de la taille corporelle au cours de l'évolution. Le premier à l'avoir formulée clairement est le paléontologue français Charles Depéret dans son ouvrage de 1907 intitulé Les transformations du monde animal, dans lequel il consacre un chapitre à l'augmentation de la taille le long des branches phylétiques. Aussi certains auteurs proposent de rebaptiser la règle de Cope "règle de Cope-Depéret" ou "règle de Depéret".

## Avantages et inconvénients évolutifs
Cet accroissement de la taille a pu conférer différents avantages évolutifs : meilleure défense contre les prédateurs, adaptation morphologique à une prédation plus efficace, choix de nourriture plus variés, lutte contre les ennemis ou les concurrents (dans la reproduction), longévité accrue, maintien plus facile de l'homéothermie (voir sélection thermodépendante), céphalisation plus importante, résistance aux changements climatiques à long terme. Contrebalançant ces avantages, une taille accrue entraîne un rallongement du temps de développement pré et post-natal, des besoins en eau et nourriture plus élevés, une sensibilité plus grande aux extinctions de masse (les animaux de taille réduite bénéficiant de la protection de niches écologiques favorables), une fécondité plus faible (évolution des stratégies de reproduction avec le passage des espèces à stratégie r des espèces à stratégie K).